# Pjandsj
Pjandsj, även Panj, är en flod i Centralasien som bildar en ansenlig del av gränsen mellan Afghanistan och Tadzjikistan och är en av Amu-Darjas bifloder.
Floden bildas av sammanflödet av floderna Pamir och Vahandarja där bergskedjorna Pamir och Hindukush möts. Floden får sedan påfyllning av bland annat Gunt och Bartang innan den slutligen når Amu-Darja.
Pjandsj spelade en viktig strategisk roll för båda sidor i Afghansk-sovjetiska kriget på 1980-talet.